# Acer capillipes
Acer capillipes — вид клену, який поширений у гірських районах Японії, на центральній і південній частині Хонсю (префектура Фукусіма на південь), островах Кюсю та Сікоку, зазвичай росте вздовж гірських потоків.

## Опис
Це невелике листопадне дерево заввишки 10–15 м (рідше 20 м) зі стовбуром до 70 см в діаметрі, хоча зазвичай меншого розміру і часто з кількома стовбурами, і розлогою кроною з довгих тонких гілок. Кора гладка, оливково-зелена з правильними вузькими вертикальними білими смужками і дрібними горизонтальними буруватими сочевичками; зберігає свій малюнок до основи навіть на старих деревах. Листки 10—15 см завдовжки і 6—12 см завширшки, три-п'ятилопатеві, базальні частки п'ятилопатевих листків невеликі; вони мають зубчастий край, помітне жилкування та червонувату листкову ніжку 4–8 см. Влітку вони від матових до напівблискучих зелених, восени стають яскраво-жовтими, оранжевими або червоними. Квітки дрібні, зеленувато-жовті, утворюються на кистях 8–10 см пізньою весною, спочатку стоять, але стають повислими, з чоловічими та жіночими квітками на різних суцвіттях. Горішки мають довжину 5 мм, крила довжиною 2 см.
Його можна відрізнити від спорідненого Acer rufinerve), з яким він іноді зростає, за червонуватими листковими ніжками, безволосими або лише тонковолосистими листками (контрастують з рудими волосками на нижній стороні листя A. rufinerve).

## Використання
Вирощується як декоративне дерево через смугасту кору і гарне осіннє листя. У вирощуванні часто зустрічаються гібриди з A. davidii. Ця рослина отримала нагороду за садові заслуги Королівського садівничого товариства.
Його деревина досить легка і м'яка, і використовується для дерев'яної стружки, паличок і токарної справи. Кора міцна і використовується для виготовлення мотузок і плащів.

## Галерея

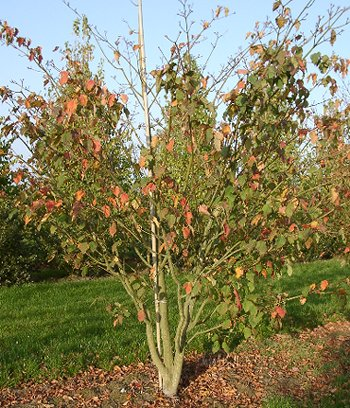
Деревце
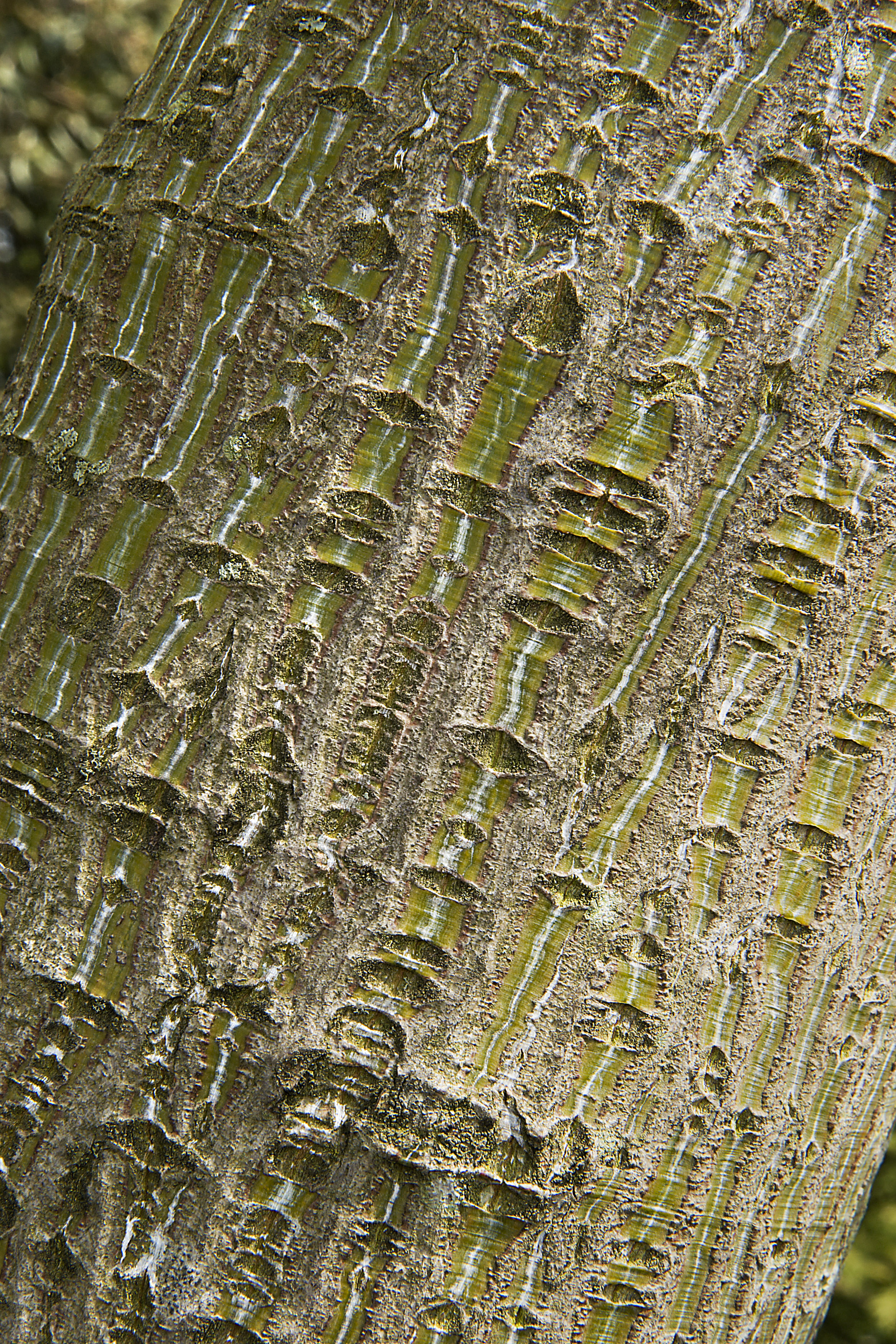
Кора
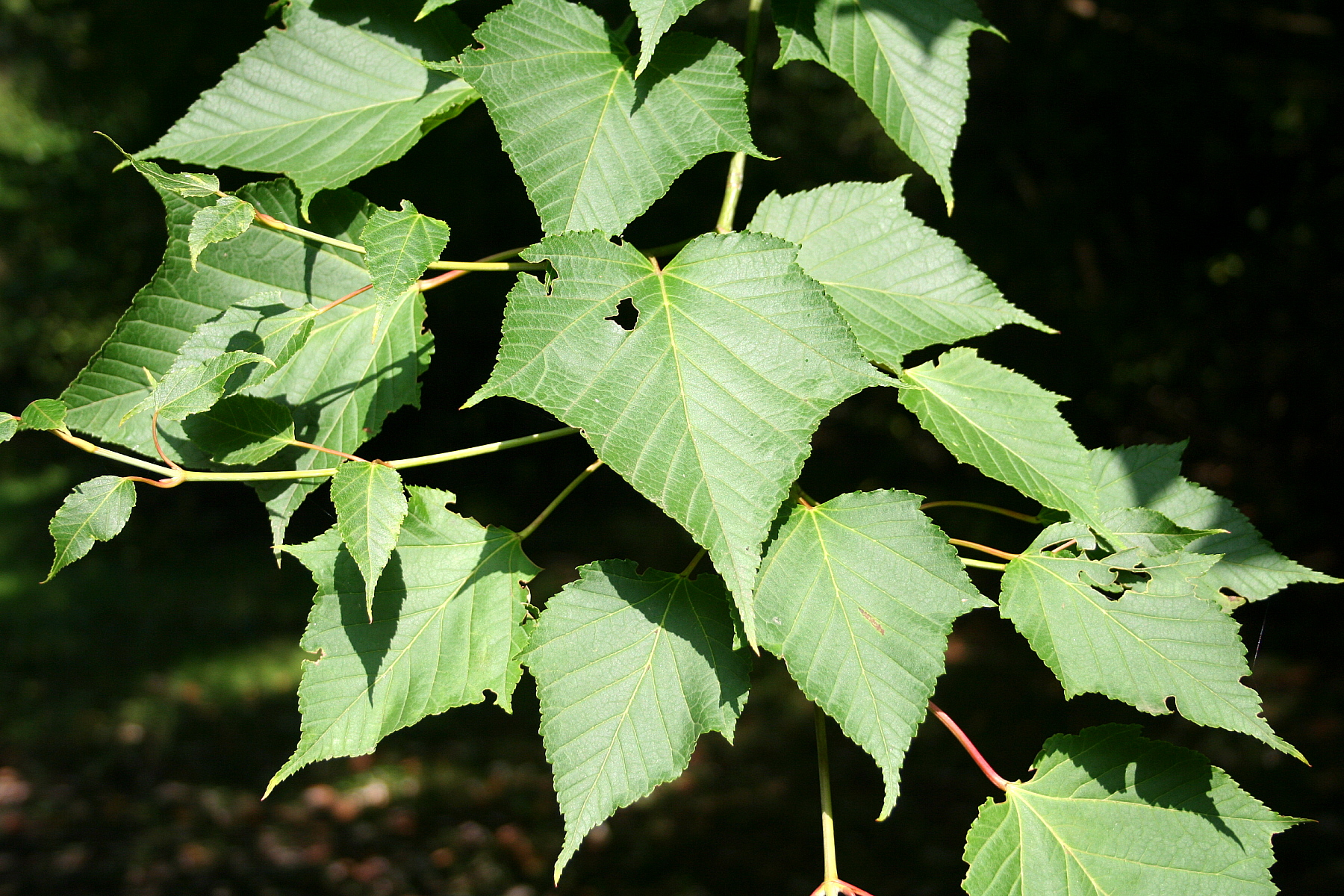
Літнє листя
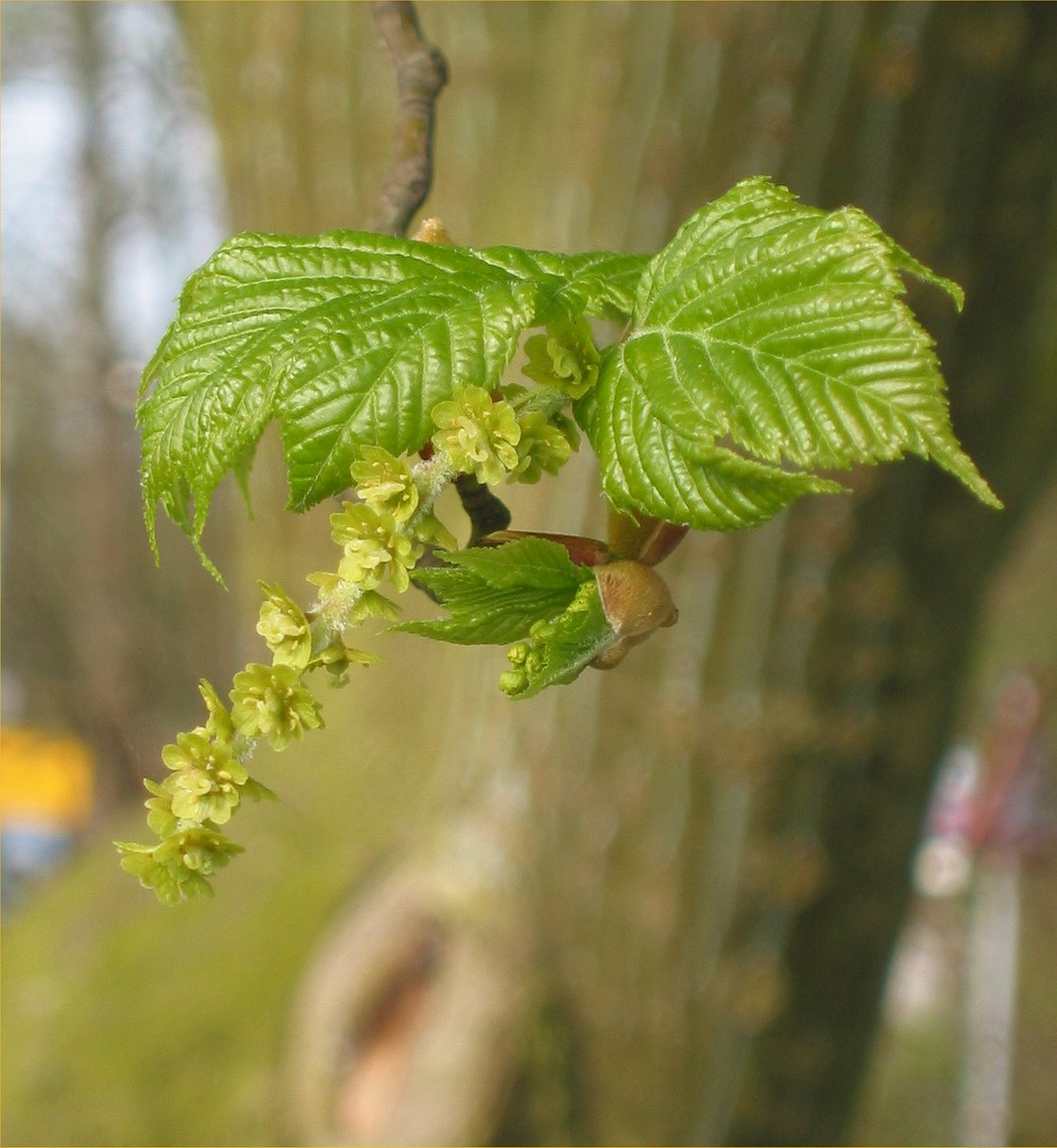
Суцвіття
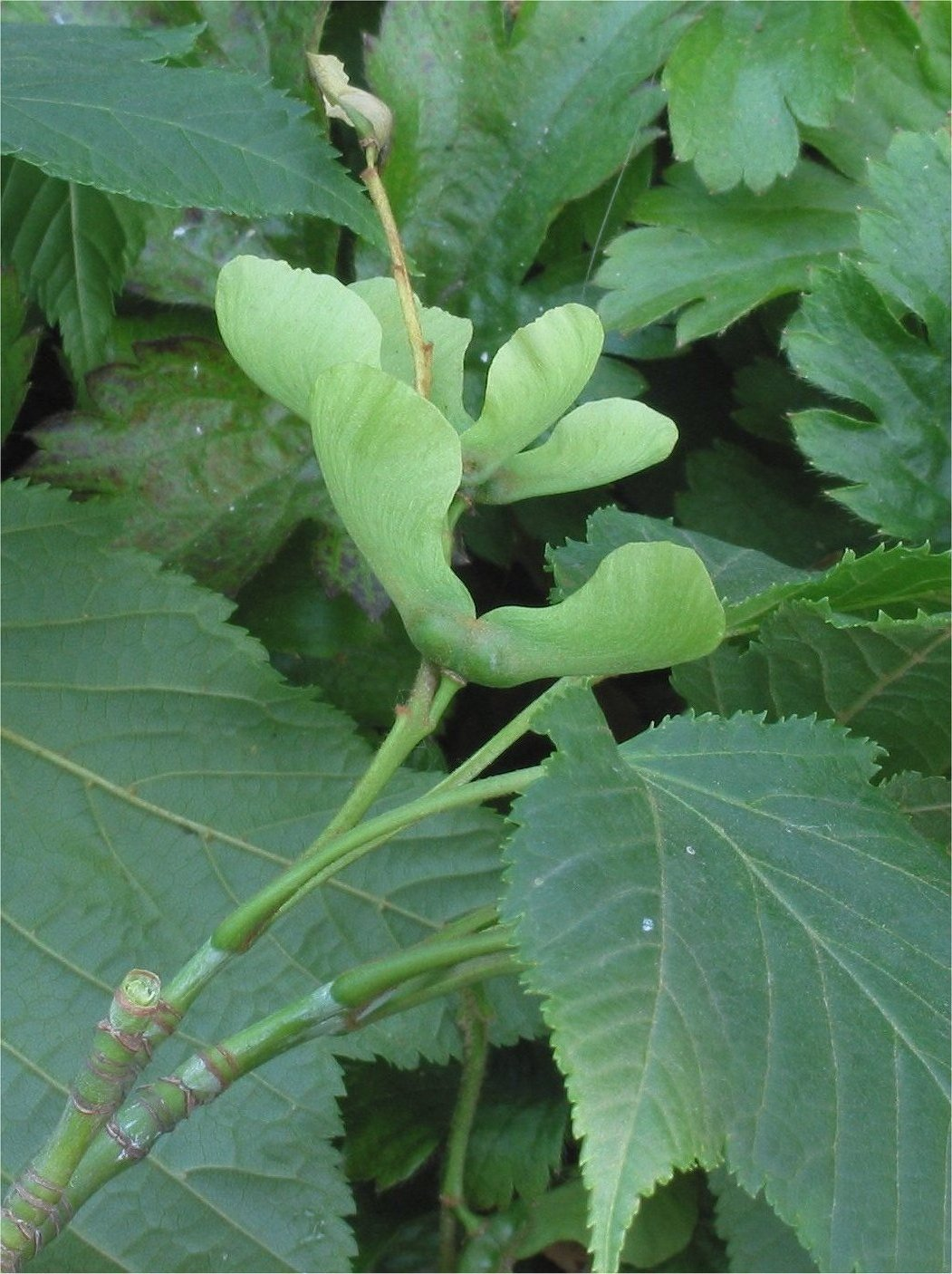
Плоди